# 阮福保陞
阮福保陞（1943年9月30日—2017年3月15日），是越南阮朝最後一位皇帝保大帝的嫡次子，母親是南芳皇后，生於大叻。
2017年3月15日，阮福保陞過世，享壽73歲。